# MOODYZ 연말대감사제
MOODYZ 연말대감사제(일본어: MOODYZ年末大感謝祭, 영어: Moodyz Awards)는 2001년 여배우와 스탭들을 위한 보넨카이(忘年会, 망년회) 행사 코너로 처음 시작되었다. 일 년간 눈에 띄었던 여배우와 감독, 작품에 상이 주어졌다. 최고상은 각 제작사의 이름이 붙는다. 대감사제는 2008년까지 이어졌다.

## 2001년
2001년 12월 27일 시부야의 "네프시스" 레스토랑에서 열렸으며, 총 217명이 참여했다. 수상(受賞)한 사람은 아래와 같다.
- 무디즈상
  - 드림 학원2(ドリーム学園2)
  - 출연 : 오카자키 미오, 카나자와 분코(카나자와 후미코), 세이카 이즈미, 고토 마미, 시라사키 메구미, 후지마루 란, 쿠라모토 안나. 미즈노 나나.
  - 감독 : 시미즈 타이케이

- 최우수여배우상
  - 코이즈미 마유

- 최우수감독상
  - 시미즈 타이케이

- 특별여배우상
  - 모모카, 쿄노 마리나

- 특별작품상
  - 사상 최강의 치한전차에서 진짜 치한을 잡는다!1(史上最強の痴漢電車で本物痴漢を捕まえろ！1)

## 2002년
2002년 12월 18일 도쿄 에비스에서 열렸다. 2002년에는 400명이 참석했다. 수상한 사람은 아래와 같다.
- 무디즈상
  - 드림 학원5(ドリーム学園５)
  - 출연 : 오이카와 나오, 세이카 이즈미, 안자이 유미코, 카렌, 쿄노 마리나, 유사 마나미, 후지모토 유이
  - 감독 : 시미즈 타이케이

- 최우수여배우상
  - 오이카와 나오

- 최우수감독상
  - 쿠로사와 아라라

- 최우수신인상
  - 몬부 란

- 특별여배우상
  - 무디즈 소녀(무스메)1(ムーディーズ娘。1에 출연한 무디즈 여배우(모모카, 몬부 란, 사이코, 쿄노 마리나)
  - 감독 : 시바하라 아키라

## 2003년
2003년 12월 17일 도쿄 에비스에서 열렸으며, 배우, 매니저, 친구, 감독 및 스태프를 포함 700명 이상의 사람들이 모였다. 수상한 사람은 아래와 같다.
- 무디즈상
  - 디지털 모자이크 Vol. 011(デジタルモザイク Vol.０１１)
  - 출연 : 난바 안
  - 감독 : 호리나카 사바스

- 최우수여배우상
  - 난바 안

- 최우수감독상
  - 쿠로사와 아라라

- 최우수신인상
  - 키미시마 모에

- 특별여배우상
  - 스즈키 마나미

- 특별작품상
  - 자지를 보고싶은 여자들(チンポを見たがる女たち)

- 최우수판매상
  - 드림 학원7(ドリーム学園7)
  - 출연 : 난바 안, 카이, 세이카 이즈미, 안노 루리, 카와이 히카루, 효자키 사야
  - 감독 : 시미즈 타이케이

## 2004년
2004년 12월 22일 도쿄 신주쿠의 호텔에서 열렸고 120명의 AV 여배우가 참석했다. 이 해에는 다른 제작사인 어태커즈, 마돈나, 아이디어포켓도 참여해, 각 스튜디오 별로 시상을 했다. 수상한 사람은 아래와 같다.

### 무디즈
무디즈상
- 디지털 모자이크 Vol. 037(デジタルモザイクVol.037)
  - 출연 : 키스기 히카리, 우사미 타다노리

최우수여배우상
- 난바 안

여배우상
- 키스기 히카리
- 코이즈미 키라리
- 아야나 쿄코
- 하루카 유이
- 하루나 마이

최우수감독상
- KINGDOM

감독상
- 아키 히데토
- 우사미 타다노리
- 쿠로사와 아라라
- 하세가와 카츠유키
- 요시노 부쵸

최우수신인상
- 하루카 유이

신인상
- 우에하라 미키
- 나나
- 린 노노미야
- 미레이
- 후지사키 카에데
- 마유미 아유

특별작품상
- 붓카케 질내사정 애널 Fuck(ぶっかけ中出しアナルFUCK！)
  - 출연 : 난바 안
  - 감독 : 하세가와 카츠유키
- 도스코이(どすこい)
  - 출연 : 사쿠라다 사쿠라, 요시나가 유리아, 코이즈미 키라리, 하루나 마이, 미카미 쇼코, 타무라 마이, 아사쿠라 나호, 칸자키 유우
  - 감독 : 야츠바라 바쿠모
- 무기징역 치녀 교도소(無期懲役痴女刑務所), 철창 안의 질리지 않는 치녀와 나의 옥중 성생활 : 무기징역 치녀 교도소 형기 연장편(塀の中の懲りない痴女と僕の獄中性活 無期懲役痴女刑務所 刑期延長編)
  - 출연: 이이유인 사라, 모리사키 코유키, 이치노세 유, 키타야마 키즈카, 카제노 치카, 아오이, 사카이 치아키, 유메무라 사키
  - 감독 : KINGDOM

특별여배우상
- 코이즈미 키라리
- 후지사키 카에데

특별감독상
- 쿠로사와 아라라
- 타이요 시바토

### 그 외 제작사
주식회사 CA(당시 호쿠토) 산하의 제작사들도 참여했다.
S1 No. 1 Style상
최우수신인상
- 뮤

특별여배우상
- 하라 치히로

S1상
- 셀 데뷔(セル初)
  - 출연 : 아오이 소라
  - 감독 : 아키 히데토

어태커즈상
최우수여배우상
- 우에하라 루카

어태커즈상
- 사이킥 에이전트 루카(サイキックエージェント 留華)
  - 출연 : 우에하라 루카, 코무로 세리나, 아오이
  - 감독 : 키와노스케

## 2005년
2005년 12월 도쿄에서 열렸으며, 여배우 300명을 포함해 1000명 이상이 참석했다. 이 해에는 S1, No.1 Style, 아이디어포켓, 어태커즈, 마돈나도 시상식에서 회사별로 상을 수여했다.

### 무디즈
- 무디즈상
  - 에로스의 왕궁(エロスの王宮)
  - 출연 : 코모리 미키, 아즈사 아야노, 타키자와 유나, 하라 치히로, 히메사키 슈리, 세토 준
  - 감독 : KINGDOM

- 최우수여배우상
  - 난바 안

- 최우수감독상
  - 이시바시 와타루

- 최우수신인상
  - 요시오카 나츠미

- 특별여배우상
  - 사유키, 아카네 호타루

- 특별작품상
  - 셀레브 비치 카티자와 유나(セレビッチ 滝沢優奈) / 셀레브 비치 사유키(セレビッチ 沙雪)
  - 출연 : 타키자와 유나 / 사유키

### S1 No.1 Style
- 최우수여배우상
  - 아오이 소라

- 최우수신인상
  - 오자와 마리아

- S1상
  - 아슬아슬 모자이크 : 아이다 유아(ギリギリモザイク あいだゆあ)
  - 출연 : 아이다 유아
  - 감독 : 아키 히데토

### 아이디어포켓
- 특별상
  - 시로사키 메구

- 최우수감독상
  - AZNA(아즈나)

- 최우수여배우상
  - 나카노 미나

- 아이디어포켓상
  - First Impression 나가이 레나(First Impression　永井レナ)
  - 출연 : 나가이 레나
  - 감독 : 우사미 타다노리

### 어태커즈
- 최우수감독상
  - 하세가와 카츠유키

- 최우수여배우상
  - 우에하라 루카

- 어태커즈상
  - 노예섬(奴隷島)
  - 출연 : 히메사키 슈리, 미즈사키 료코, 카자마 쿄코
  - 감독 : 나기라 켄조

### 마돈나
- 최우수여배우상
  - 아이조메 쿄코

- 마돈나상
  - 욕망의 미망인(愛欲の未亡人)
  - 출연 : 아이조메 쿄코
  - 감독 : 히로A

## 2006년
2006년은 무디즈 단독이 아니라 S1 No.1 Style, 아이디어포켓, 어태커즈, 마돈나, 크로스, 프리미엄, 오페라, 옐로우, 키카쿠 하지메, 타메이케 고로 등의 스튜디오가 연합한 형태로 열렸다. 모두 주식회사 CA(당시 호쿠토) 산하의 제작사이며, 제작사들의 유통은 DMM 웹사이트를 통해 이루어졌다.
- 최우수여배우상
  - 아사미 유마 (1위)
  - 호노카 (2위)
  - 아오키 린 (3위)
  - 미네 나유카 (4위)
  - 시라이시 사유리 (5위)

- 최우수작품상
  - 현역 아이돌 아슬아슬 모자이크 : 아오키 린(現役アイドル　ギリギリモザイク　青木りん), 출연 : 아오키 린, 감독 : 아키 히데토(1위, S1 ONED-432)
  - 신인 아슬아슬 모자이크 : 아사미 유마(新人　ギリギリモザイク　麻美ゆま), 출연 : 아사미 유마, 감독 : 아키 히데토 (2위, S1 ONED-292)
  - 셀 데뷔 아슬아슬 모자이크 : 호노카(セル初　ギリギリモザイク　穂花), 출연 : 호노카, 감독 : 아키 히데토(3위, S1 ONED-381)
  - 현역 아이돌 아슬아슬 모자이크 : 카린(現役アイドル　ギリギリモザイク　果梨), 출연 : 카린 (4위, S1 ONED-538)
  - 딥 임팩트 : 호노카(ディープインパクト　穂花), 출연 : 호노카, 감독 : 우사미 타다노리 (5위, 프리미엄 PGD-001)

- 최우수감독상
  - 아키 히데토(1위)
  - 우사미 타다노리 (2위)
  - 타메이케 고로 (3위)
  - 나기라 켄조 (4위)
  - 하가 에이타로 (5위)

## 2007년
2007년은 무디즈에서 스폰서를 받았으며, 주식회사 CA(당시 호쿠토)에 속한 DMM을 통해 작품을 유통하는 22개의 제작사들이 참여했다. 시상식은 2007년 12월 17일 네바다주의 라스베이거스에서 열렸으며, 이 해의 대회명은 "베가스 나이트"로 변경되었다.
- 최우수여배우상
  - 요시자와 아키호 (1위)
  - 미히로 (2위)
  - 호노카 (3위)
  - 아사미 유마 (4위)
  - 타나카 아야 (5위)

- 최우수작품상
  - 하이퍼 아슬아슬 모자이크 : 미히로(ハイパーギリギリモザイク みひろ), 출연 : 미히로, 감독 아키 히데토 (1위, S1)
  - 하이퍼 아슬아슬 모자이크 : 요시자와 아키호(ハイパーギリギリモザイク 吉沢明歩), 출연 : 요시자와 아키호, 감독 : 아키 히데토 (2위, S1)
  - AV 알겠어(AV了解), 출연 : 하츠네 미노리, 감독 : 반도 세이시로 (3위, S1)
  - 현역 아나운서 충격! 실명 AV데뷔 : 타나카 아야(現役アナウンサー衝撃！！実名AVデビュー 田中亜弥), 출연 : 타나카 아야, 감독 : 아오키 타츠야 (4위, 무디즈)
  - 신인 아슬아슬 모자이크 미스 쇼난 아슬아슬 모자이크 : 하마나 유이(新人×ギリギリモザイク ミス湘南ギリギリモザイク 浜名優衣), 출연 : 하마나 유이, 감독 : KENGO (5위, S1)

- 최우수감독상
  - 아키 히데토 (1위)
  - 우사미 타다노리 (2위)
  - 타메이케 고로 (3위)
  - 반도 세이시로 (4위)
  - 사쿠라 후부키 (5위)

## 2008년
2008년에는 전년보다 더 많은 37개의 회사가 참여했다.
- 최우수여배우상
  - 하츠미 리온 (1위)
  - 요시자와 아키호 (2위)
  - Rio (유즈키 티나) (3위)
  - 호노카 (4위)

- 최우수작품상
  - 학교에서 하자! 하츠미 리온 (学校でしようよ！ 初美りおん), 출연 : 하츠미 리온, 감독 : 우사미 타다노리 (1위, 아이디어포켓)
  - 아슬아슬 모자이크 : Rio (ギリギリモザイク Rio), 출연 : Rio (유즈키 티나), 감독 : 아키 히데토, (2위, S1)
  - 하이퍼 아슬아슬 모자이크 특수 목용탕 츠바키 8시간 (ハイパー×ギリギリモザイク 特殊浴場TSUBAKI8時間), 배우 12명 출연, 감독 : 아키 히데토, (3위, S1)

- 최우수감독상
  - 우사미 타다노리 (1위)
  - 아키 히데토 (2위)
  - 유세이 (3위)
  - (Jo)Style (4위)

## 같이 보기
- AV OPEN
- AV 그랑프리
- DMM성인상